# Huta cynku Viktor
Huta Viktor – huta cynku w Katowicach, istniejąca u zbiegu dzisiejszych ulic Załęska Hałda i Feliksa Bocheńskiego, działająca w latach 1840–1877.

## Historia
Budowę rozpoczęto w 1840 roku za sprawą Karla Neumanna. Był to jeden z efektów kryzysu, jaki dotknął przemysł cynkowy Prus oraz rosnących cen surowca. Huta powstała na parceli wydzierżawionej w 1842 roku od Aleksanda Fryderyka von Bally'ego z Chutowa, który został jej współwłaścicielem – von Bally i Neumann posiadali po 63 kuksy. Kredyt na budowę huty zaciągnięto u wrocławskiego bankiera Louisa Theodora Moritza Eichborna. Aby spłacić swoje zadłużenie, von Bally chciał przekazać udziały swojej siostrze Amalii, jednak ostatecznie w 1843 roku wydzierżawili je Friedrich Wilhelm Schultze i Karl Albrecht. Na sytuację własnościową wpłynął fakt, że Eichborn w 1850 roku upomniał się o zwrot pożyczki, natomiast von Bally zmarł w 1854 roku. Decyzją sądu w Raciborzu z 8 września 1855, huta w całości została przekazana bakierowi, który z kolei sprzedał zakład Gustawowi von Kramsta. Von Kramsta był właścicielem również kopalni Victor, która dostarczała węgiel do huty. Ze względu na niewysokie wydobycie (w 1862 roku 242 tony, co stanowiło 0,6% całej górnośląskiej produkcji), w 1865 roku połączono hutę Viktor z hutą Johanna. Po śmierci von Kramsty w 1869 roku udziały przejęło Gwarectwo von Kramsta, założone przez Paulinę Schmidt (żonę), Georga von Kramsta (syna), Paulinę Johston (córkę) i Leopolda von Kramsta (syna). W 1876 roku łączna produkcja obu kopalń wyniosła 608 ton. Ze względu na przestarzałą technologię, w 1877 podjęto decyzję o zamknięciu huty.